# Koincydencja
Koincydencja (fr. coincident, od śred. łac. im. czas. coincidere, od co-, „razem, współ-” i incidere, „upadać na”, od in- i cadere, „upadać”, być może spokr. z sanskr. śad-, „spaść”) – przypadek, zbieg okoliczności, zbieżność kilku zdarzeń, często nieoczekiwana i bez dostrzegalnej przyczyny. M.in. z powodu swej niepowtarzalności i bezprzyczynowości koincydencje najczęściej nie są w zainteresowaniu badań naukowych, a jako intuicyjnie nieoczekiwane bywają źródłem błędów poznawczych prowadzących do twierdzeń z zakresu okultyzmu, zjawisk nadprzyrodzonych czy paranormalnych. W ogólności w przypadku braku bardziej wyszukanych metod wyjaśniania zdarzeń mogą służyć jako łącze do ludowej psychologii i filozofii.
Ze statystycznego punktu widzenia koincydencje są nieuniknione, mniej niezwykłe i nieoczekiwane niż czasem wynikałoby to z intuicji. Zwykle są zdarzeniami losowymi o niedoszacowanym prawdopodobieństwie. Badania stwierdzają jednak, że większość ludzi ma poprawną wrodzoną intuicję na temat szacowania prawdopodobieństw zdarzeń losowych.

## W filozofii
Zbieg okoliczności i przypadek jako argumenty indeterminizmu i niekonieczności, stawia się najczęściej w opozycji do zasady przyczynowości, determinizmu i konieczności.
Arystoteles rozróżniał kilka rodzajów przyczyn, część z nich obejmowała zjawiska, o których wiemy obecnie, że mają także cechy przypadkowości (por. mutacja genów).

Skoro zatem zgodzimy się, iż zdarzenia powstają albo dzięki zbiegowi okoliczności, albo dążą do jakiegoś celu, a wspomniane wypadki nie są ani dziełem zbiegu okoliczności, ani nie powstały samorzutnie, wobec tego zdążają do jakiegoś celu. Że jednak wszystkie tego rodzaju wypadki istnieją z natury, na to muszą się zgodzić nawet ci, którzy z nami polemizują. A zatem dążenie do celu jest właściwe rzeczom powstającym i istniejącym z natury. – Arystoteles, Fizyka II 8

Z drugiej strony wynika stąd, że Arystoteles nie wykluczał całkowicie roli przypadku czy zbiegu okoliczności, twierdził na przykład, że także większość tzw. „profetycznych” snów to zwykłe koincydencje (symptoma).
Od XVIII wieku zaczęto rozważać także wąskie rozumienie przyczynowości (por. David Hume), co pozostawiało jeszcze więcej miejsca dla pojęcia przypadku i zbiegu okoliczności. Podobne pojęcie zdefiniowane zostało przez Arthura Schopenhauera w rozprawie Czworaki korzeń zasady racji dostatecznej (1813 r.). Określił on je jako „Następowanie po sobie w czasie zdarzeń, nie pozostających w związku przyczynowym...”. Odniósł je do arystotelesowskiego symbebekos, symbainein, por. przypadłość.

## W nauce
Paul Kammerer (1880–1926), wiedeński biolog, pierwszy badał systematycznie zasady koincydencji (często jednak jego opisy traktuje się jak niezbyt ścisłe choć prawdziwe anegdoty). Mając dwadzieścia lat zaczął prowadzić dzienniki koincydencji; spędzał całe godziny w parkach rejestrując wszystkich ludzi, którzy go mijali, i sortując ich skrupulatnie według płci, wieku i ubioru. Notował każdy szczegół, czy nosili kapelusze, brody, baczki, czy kuleli, czy mieli inne rzucające się w oczy cechy szczególne. Rezultaty notatek były zaskakujące. Kammerer zauważył na przykład, że osoby o podobnych cechach pojawiają się w określonych porach ze zdumiewająco dużą częstotliwością. Gdy aleją przeszedł jakiś mężczyzna z brodą i laseczką, zdarzało się, że zaraz po nim nadchodzili kolejni mężczyźni z brodami i laseczkami. Kammerer nazwał to zjawisko „serią” i był przekonany, że koincydencje stanowią zaledwie wierzchołek góry lodowej, a za nimi kryje się naczelna zasada kosmiczna, przez ludzkość jeszcze nie rozpoznana. Twierdzenia te zawarł w książce Prawo serii (niem. Das Gesetz der Serie 1919 r.).
Badania Tomasza Downarowicza doprowadziły do wniosku, że do ograniczonej liczby prostych zjawisk może mieć zastosowanie „ergodyczne prawo serii”, ma wynikać ono stąd, że w pewnych okolicznościach, mimo iż pozornie, zdarzenia mogą zdawać się być niezależnymi, w rzeczywistości ich niezależność nigdy nie jest doskonała.
Wolfgang Pauli określił koincydencję jako „widzialne ślady niedających się znaleźć zasad”. Pauli i Carl Gustav Jung doszli do wniosku, że koincydencje są manifestacją trudno zrozumiałej dla nas uniwersalnej zasady, która działa całkowicie niezależnie od znanych nam praw fizyki. Stąd niektórzy badacze usiłują wysnuć wniosek, że telepatia, prekognicja, jak i koincydencje są jakoby manifestacjami tej samej tajemniczej siły, która dąży do tego, żeby chaotycznemu życiu nadać własny porządek (Naturerklärung und Psyche). Idąc dalej Jung wprowadził pojęcie znaczącej koincydencji (synchroniczność).
Jednakże powyższe podejścia do interpretacji koincydencji są zwykle krytykowane, jako wychodzące poza standardową naukę głównego nurtu, a w szczególności jako wyolbrzymianie normalnych zjawisk, tyle że o niskim prawdopodobieństwie, czy też ignorowanie faktu, że czasowe/lokalne wzrosty, w częstotliwości zdarzeń losowych, mogą być zgodne z podstawowymi modelami w rachunku prawdopodobieństwa, np. z rozkładem Poissona – por. skupisko Poissona.
Do badania koincydencji stosuje się prawa rachunku prawdopodobieństwa, bywa, że są one w charakterze paradoksów – stąd wynika nieintuicyjność – więc pojawiają się aspekty psychologiczne, które są podstawą subiektywnej interpretacji danego zjawiska jako koincydencji. Zdarza się, że dana osoba interpretuje jako koincydencje zdarzenia, których podobieństwo jest dość bliskie, które jednak po dokładniejszym zbadaniu, okazują się nie być ściśle naukowo identyczne, David Hand nazywa to zjawisko „prawem mniej więcej”. Innym wyjaśnieniem może być fakt istnienia wspólnej nieodkrytej przyczyny łączącej pozorny zbieg okoliczności (por. zmienna zakłócająca). Autentyczne, a mało prawdopodobne koincydencje wyjaśniane są za pomocą podstawowych praw rachunku prawdopodobieństwa, gdy bierze się pod uwagę naprawdę wielką liczbę zdarzeń, które nas spotykają (por. prawo naprawdę wielkich liczb).
Zjawiska, które przy zgrubnym badaniu noszą ślady anomalii, czy rzekomych zjawisk paranormalnych, przy poprawnej metodologii (grupa kontrolna, podwójnie ślepa próba) okazują się właśnie zwykłymi koincydencjami, które mieszczą się w ramach praw statystyki.
W XX w. fizycy zauważyli koincydencje niektórych stałych bezwymiarowych: stosunku sił elektromagnetycznych do grawitacyjnych, rozmiaru obserwowalnego Wszechświata do rozmiaru protonu oraz liczby atomów w obserwowalnym Wszechświecie. Próbowano je wyjaśnić za pomocą zmienności praw fizyki lub zasady antropicznej.